# Kōsaku Yosida
Kōsaku Yosida (吉田 耕作, Yoshida Kōsaku) (1909-1990) est un mathématicien japonais, spécialiste de l'analyse fonctionnelle. Il est connu pour le théorème de Hille-Yosida relatif aux C0-semigroupes (en).

## Sélection de publications
- (en) Kôsaku Yosida, Functional Analysis, Springer-Verlag, coll. « Grund. math. Wiss. » (no 123), 1971, 3e éd., 1974 (4e éd.), 1978 (5e éd.), 1980 (6e éd.)